# Seijas (Castropol)
Seijas (oficialmente y en asturiano: Seixas) es un lugar de la parroquia de Piñera, concejo de Castropol, en la comarca del Eo-Navia, Principado de Asturias, España.